# Karl-Erik Palmér
Karl-Erik Palmér (Malmö, 17 de abril de 1929-Malmö, 2 de febrero de 2015) fue un futbolista sueco que jugaba en la demarcación de centrocampista.

## Biografía
Debutó como futbolista en 1948 con el Malmö FF. Jugó tan sólo durante tres temporadas en el club sueco, pero fue tiempo suficiente para hacerse con tres Allsvenskan y una Copa de Suecia. Tras abandonar el club en 1951, fichó por el AC Legnano, donde disputó 192 partidos y marcó 21 goles en las siete temporadas que jugó con el equipo italiano. En 1958 jugó un año en la Juventus FC, con quien ganó la Copa Italia de 1959. En 1960 volvió al equipo de su debut para retirarse al final de temporada.
Falleció el 2 de febrero de 2015 a los 85 años de edad.

## Selección nacional
Jugó un total de 14 partidos con la Selección de fútbol de Suecia, anotando además un total de nueve goles. Hizo su debut el 2 de octubre de 1949 en un partido del Campeonato nórdico de fútbol contra Finlandia, donde además anotó su primero gol como internacional. Posteriormente disputó la Copa Mundial de Fútbol de 1950, un total de cinco partidos, llegando a quedar en tercera posición tras ganar a España en el partido del tercer y cuarto puesto por 3-1, ayudando con un gol. Su último partido lo jugó el 12 de noviembre de 1950 contra Suiza en un partido amistoso.

## Clubes
| Club        | País   | Año       | Partidos | Goles |
| ----------- | ------ | --------- | -------- | ----- |
| Malmö FF    | Suecia | 1948-1951 | 49       | 22    |
| AC Legnano  | Italia | 1951-1958 | 192      | 21    |
| Juventus FC | Italia | 1958-1959 | 3        | 0     |
| Malmö FF    | Suecia | 1960      | 3        | 0     |

## Palmarés

### Campeonatos nacionales
| Título         | Club        | País   | Año  |
| -------------- | ----------- | ------ | ---- |
| Allsvenskan    | Malmö FF    | Suecia | 1949 |
| Allsvenskan    | Malmö FF    | Suecia | 1950 |
| Allsvenskan    | Malmö FF    | Suecia | 1951 |
| Copa de Suecia | Malmö FF    | Suecia | 1951 |
| Copa Italia    | Juventus FC | Italia | 1959 |